# محاصره سیلوس (۱۱۸۹)
محاصره سیلوس (انگلیسی: Siege of Silves)، اقدامی در جریان جنگ صلیبی سوم و بازپس‌گیری اندلس در سال ۱۱۸۹ بود. شهر سیلوس تحت کنترل خلافت موحدون از ۲۱ ژوئیه تا ۳ سپتامبر توسط نیروهای پرتغال و گروهی از صلیبیون اروپای شمالی که در راه محاصره عکا بودند، محاصره شد. مدافعان با شرایطی تسلیم شدند، شهر به پرتغال واگذار شد و صلیبیون بخشی از غنائم را تصاحب کردند.
فراخوان برای یک جنگ صلیبی جدید در سال ۱۱۸۷، پس از سقوط اورشلیم صادر شد. اولین ناوگان‌ها از شمال در بهار ۱۱۸۹ به آب‌های پرتغال رسیدند. یکی از آنها آلور را غارت کرد و اهالی آن را قتل‌عام کرد، چند هفته پیش از اینکه ناوگانی که قصد حمله به سیلوس را داشت در اوایل ژوئیه در لیسبون توقف کرد. ناوگان مشترک پرتغال-صلیبیون شامل ۷۵ کشتی - ۳۷ کشتی باری از نوع شمالی و ۳۸ کشتی پارویی - بود. این ناوگان ارتشی متشکل از ۳٬۵۰۰ صلیبی را حمل می‌کرد، در حالی که پادشاه سانشوی یکم پرتغال با ارتش خود از زمین حرکت کرد.
صلیبیون در ۲۰ ژوئیه پیش از سیلوس اردو زدند و روز بعد با نردبان‌های محاصره حمله کردند. آنها با موفقیت شهر را تصرف کردند و شروع به آماده‌سازی ابزارهای محاصره کردند. سانچو در ۲۹ ژوئیه و ارتش او یک روز بعد رسیدند که در این نقطه شهر کاملاً محاصره شد. حمله با ابزار در ۶ اوت آغاز شد. تلاش‌های تونل‌زنی در دیوارها و برج‌ها از ۹ اوت شروع شد و با موفقیت متفاوت تا پایان ادامه یافت. مدافعان نیز تونل‌زنی کردند و جنگی زیرزمینی رخ داد که احتمالاً شامل استفاده از آتش یونانی توسط موحدون می‌شد.
در ۱۰ اوت، سنگر سینه محاصره گرفته شد. تا اواسط اوت، مدافعان از کمبود آب رنج می‌بردند. در ۱ سپتامبر، پرتغالی‌ها شرایطی را پیشنهاد دادند و مدافعان موافقت کردند مذاکره کنند. صلیبیون حاضر نشدند حق غارت را واگذار کنند، اما به مدافعان اجازه داده شد با صلح شهر را ترک کنند. در ۳ سپتامبر، شهر به سانشو واگذار شد که متعاقباً اجازه اشغال آن را به صلیبیون برای تقسیم غنائم داد. آنها سرانجام تحت فشار شهر را ترک کردند.
سقوط سیلوس باعث شد نه قلعه اطراف که تحت فرمان فرماندار موحدون بود به تصرف پرتغال درآید. علاوه بر این، آلبوفیرا نیز تسلیم شد. با این حال، صلیبیون از کمک برای محاصره فارو امتناع کردند و در ۲۰ سپتامبر برای ادامه جنگ صلیبی خود به دریا زدند. موفقیت در سیلوس نسبتاً کوتاه‌مدت بود. در آوریل ۱۱۹۰، خلیفه یعقوب المنصور حمله‌ای را برای بازپس‌گیری سیلوس آغاز کرد. تلاش اول او ناکام ماند، اما حمله خود را در آوریل ۱۱۹۱ تجدید کرد و سیلوس در ژوئیه بازپس گرفته شد.